# Sergo Datukaschwili
Sergo Datukaschwili (georgisch სერგო დათუკაშვილი; * 28. April 1978 in Tiflis/Sowjetunion) ist ein ehemaliger georgischer Handballspieler, der zumeist im linken Rückraum eingesetzt wurde.
Sergo Datukaschwili begann mit 16 Jahren in seiner Heimatstadt bei Schewardeni GTU mit dem Handballspiel. 1998 – mit 20 Jahren – wechselte er zum deutschen Zweitligisten CSG Erlangen. Dort erhielt er jedoch kaum Spielpraxis, so dass er nach nur einem Jahr weiter zu Alpha Daca Beirut zog. 2000 wurde er vom serbischen Erstligisten Metaloplastika Šabac verpflichtet, wechselte aber nach kurzer Zeit zu RK Lovćen Cetinje. Anschließend spielt er jeweils ein halbes Jahr bei Pallamano Rubiera in Italien, Gas Kilkis in Griechenland und Expo Tres de Mayo auf Teneriffa. Anfang 2004 schließlich wechselte er zum schwedischen Zweitligisten Olympic/Viking Helsingborg HK, wo er zu überzeugen wusste, so dass er nach einem halben Jahr vom Erstligisten IFK Ystad HK unter Vertrag genommen wurde. Mit den Südschweden erreicht er 2005 das Viertelfinale der schwedischen Meisterschaft. 2007 wechselte Datukaschwili zum TuS N-Lübbecke in die deutsche Handball-Bundesliga. Mit den Ostwestfalen stieg er 2008 in die 2. Handball-Bundesliga ab; daraufhin zog er weiter zum RK Velenje, mit dem er im EHF-Pokal 2008/09 im Finale dem VfL Gummersbach unterlag sowie 2009 slowenischer Meister wurde. In der Saison 2010/11 spielte er wieder in Deutschland beim TBV Lemgo. Anschließend schloss er sich dem slowakischen Verein Tatran Prešov an. Über Al Sad in Beirut kehrte er 2013 nach Serbien zu RK Vojvodina und später zu Metaloplastika Šabac zurück. 2020 beendete er seine Karriere bei seinem Heimatverein.
Sergo Datukaschwili hat mindestens 45 Länderspiele (Stand: 2010) für die georgische Nationalmannschaft bestritten, konnte sich mit seinem Land aber nie für ein großes internationales Turnier qualifizieren. Zuletzt war er noch im Januar 2019 in der Qualifikation zur Europameisterschaft 2022 aktiv.